# 宗座缺權論
宗座缺權論（Sedeprivationism），是一種否定天主教會自若望二十三世（1958-1963年在位）以来的教宗合法權力的理论。和宗座缺出論不同的是，宗座缺權論承認這些教宗是合法當選的，因此教宗職位並未處於空缺狀態；但宗座缺權論同時主張這些教宗沒有合法治理教會的權限，除非他們放棄梵蒂岡第二屆大公會議帶來的種種錯誤的改革內容。該理論認為，自梵蒂岡第二屆大公會議以來，歷任教宗都只是「物質上而非形式上的」（materialiter sed non formaliter）教宗。
Sedeprivationism一詞的意思是「指聖伯多祿宗座的佔有者身上有一種匱乏，即缺少某種東西。」詞源來自“sede”（拉丁文意為「座位」）和“privatio”（拉丁文意為「匱乏」或「剝奪」）。
宗座缺權論最早由法國道明會士米歇爾-路易·蓋拉爾·德·洛里埃在其論文〈Thesis of Cassiciacum〉中提出。該論文於1979年刊登在Cahiers de Cassiciacum雜誌的創刊號上，因此得名。洛里埃於1983年因接受吳廷俶私自祝聖為主教，被教廷絕罰。
目前抱持宗座缺權論的傳統派天主教團體包括善導之母協會和正統羅馬天主教運動。